# Tommy Barber

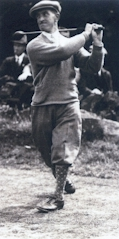
Tommy Barber

Tommy Barber (Knutsford, 1896 - 1936) was een Engelse golfprofessional.
In 1923 kwalificeerde hij zich voor de eerste editie van het Yorkshire Evening News Tournament dat in mei in Leeds gespeeld werd. In de eerste ronde moest Barber het opnemen tegen de Amerikaan Walter Hagen, Barber verloor pas op de 21ste hole. Een jaar later haalde hij de halve finale bij de News of the World Tournament. In 1931 verloor hij de finale van het Yorkshire Evening News Tournament van Charles Whitcombe.
In 1925 verliet Barber Alderley Edge en werd hij pro in Cavendish. Hij bleef toernooien spelen en eindigde op de vijfde plaats bij het Brits Open in 1926. Uiteindelijk ging hij op de Royal Zoute Golf Club in België werken.  Hij overleed plotseling in 1936. 